# ناحیه نورد (بورکینافاسو)
ناحیه نورد (به لاتین: Nord Region) یک منطقهٔ مسکونی در بورکینافاسو است که در بورکینافاسو واقع شده‌است. ناحیه نورد ۱۶٬۱۹۹ کیلومتر مربع مساحت و ۱٬۷۲۰٬۹۰۸ نفر جمعیت دارد.